# Raffaello Raffaelli
Raffaello Raffaelli (Fosciandora, 8 maggio 1813 – 10 marzo 1883) è stato uno storico italiano.
Laureato in legge a Modena, sposò la nobil donna Giulia Provenzali.
È autore della Descrizione geografica, storica ed economica della Garfagnana (1879), uno dei testi fondamentali per la storia della Garfagnana, tuttora valido nelle sue considerazioni e descrizioni.
Il volume è stato ristampato a Milano nel 1977.
Pubblicò anche l'interessante Monografia storica ed agraria del circondario di Massa Carrara compilata fino al 1881, ristampato nel 1978 con presentazione di Walter Ciapetti.